# Saigaun
Saigaun (nep. सैगाउँ) – gaun wikas samiti w zachodniej części Nepalu w strefie Bheri w dystrykcie Banke. Według nepalskiego spisu powszechnego z 2001 roku liczył on 875 gospodarstw domowych i 5402 mieszkańców (2591 kobiet i 2811 mężczyzn).